# Японское море
Япо́нское мо́ре (яп. 日本海, にほんかい нихонкай, кор. 동해?, 東海? тонхэ — «восточное море», в КНДР и РК известно как кор. 조선동해?, 朝鮮東海? чосон-тонхэ — «Восточно-Корейское море») — окраинное море в составе Тихого океана. Площадь — 1 062 000 км², наибольшая глубина — 3742 м (41°20′ с. ш. 137°42′ в. д.). Северная часть моря зимой замерзает, южную часть согревает ветвь тёплого течения Куросио.

## Этимология. Вопрос об именовании моря
В Южной Корее Японское море называют «Восточным морем» (кор. 동해), а в Северной — «Корейским Восточным морем» (кор. 조선동해). Корейская сторона утверждает, что название «Японское море» было навязано мировому сообществу Японской империей, так как в 1910—1945 годах Корея была под властью Японии и правительство страны не могло высказаться в момент утверждения Международной гидрографической организацией (IHO) в 1929 году публикации «Границы океанов и морей», мнение Кореи не было учтено.
В настоящее время Корея не настаивает на единственном варианте названия «Восточное море», а лишь рекомендует картоиздателям использовать оба названия параллельно до урегулирования спора. Это привело к тому, что количество стран, использующих на своих картах оба названия одновременно, постоянно возрастает.
Японская сторона, в свою очередь, показывает, что название «Японское море» встречается на большинстве карт и является общепринятым, и настаивает исключительно на употреблении названия «Японское море».

## География и геология
Японское море образовалось в миоцене как глубоководная псевдоабиссальная внутришельфовая депрессия в ходе орогенеза на территории Японского архипелага. Его восточная часть умеренно эволюционирует из-за высокой сейсмической активности в зоне архипелага. Море делится на три части:
- бассейн Ямато — на юго-востоке,
- бассейн Японии — на севере
- и бассейн Цусимы (бассейн Уллунг) на юго-западе[6].

Японский бассейн имеет океаническое происхождение и является самой глубокой частью моря, в то время как бассейн Цусимы является самым мелким, с глубинами ниже 2300 м.
Японское море ограждено:
- материковой частью Азии и островом Сахалин государства Россия — на западе и севере,
  - крупнейшие заливы: залив Петра Великого, Советская Гавань, залив Владимира, Ольга, залив Посьет,
  - крупнейшие мысы: Лазарева, Громова, Крильон (Сахалин),
- цепью из островов Хоккайдо, Хонсю и Кюсю государства Япония — на востоке и юге,
  - крупнейшие заливы: Исикари (Хоккайдо), Тояма (Хонсю) и Вакаса (Хонсю),
  - крупнейшие мысы: Носаппу, Таппи, Ребун, Рисири, Окусири, Дасо и Оки[7],
- Корейским полуостровом, разделённым между государствами Республика Корея и КНДР — на юго-западе, с переходом на западе в российскую материковую часть Азии.
  - крупнейший залив: Восточно-Корейский залив (КНДР),
  - крупнейший мыс: Мусу дан (КНДР).

Соответственно, Японское море имеет пять проливов:
- Татарский пролив между материковой частью Азии и Сахалином в Охотское море Тихого океана — на севере,
  - переходит в пролив Невельского, связанный с Амурским лиманом, который в недавнюю геологическую эпоху проходил южнее и впадал в Японское море через Татарский пролив,
- пролив Лаперуза (Соя) между Сахалином и Хоккайдо в Тихий океан — на северо-востоке,
- пролив Цугару (Сангарский) между Хоккайдо и Хонсю в Тихий океан — на востоке,
- пролив Каммон между Хонсю и Кюсю в Тихий океан — на юго-востоке,
- Корейский пролив (Цусимский) между Кюсю и Корейским полуостровом в Жёлтое море Тихого океана — на юге,
  - он состоит из Западного канала и Цусимского пролива по обе стороны от острова Цусима.

Проливы образовались в последние геологические периоды. Самыми старыми из них являются Цугару и Цусимский, самым поздним — пролив Лаперуза, который образовался около 60 — 11 тысяч лет назад. Все проливы довольно мелкие, с максимальной глубиной порядка 100 метров и менее. Это изолирует Японское море и препятствует транзитному водообмену.
По мере того как уровень мирового моря понижался в период наступления последнего ледникового периода, выходные проливы Японского моря один за другим пересыхали и закрывались. Самым глубоким и, следовательно, последним закрытым является западный канал Корейского пролива. Существует научный спор о том, произошло ли это или нет, превратив Японское море в огромное холодное внутреннее озеро. На период 6450—6000 л. н. приходится кульминация послеледниковой трансгрессии Японского моря.
На восточных берегах континентальные шельфы моря широки, но на западных берегах, особенно вдоль корейского побережья, они узкие, в среднем около 30 км.
В северной части имеются три отдельных континентальных шельфа (выше 44° с. ш.). Они образуют ступени, слегка наклонённые к югу, и погружёнными соответственно на глубины 900—1400, 1700—2000 и 2300—2600 м. Последняя ступень резко опускается на глубину около 3500 м в сторону центральной (самой глубокой) части моря. Дно этой части относительно плоское, но имеет несколько плато. Примерно в центре котловины находится вытянутый с севера на юг подводный хребет высотой до 2300 м.
Японская прибрежная зона моря состоит из хребта Окудзири, хребта Садо, горы Хакусан, хребта Вакаса и хребта Оки. Хребет Ямато имеет континентальное происхождение и состоит из гранита, риолита, андезита и базальта. Его неровное дно покрыто валунами вулканической породы. Большинство других районов моря имеют океаническое происхождение. Морское дно до 300 м носит континентальный характер и покрыто смесью грязи, песка, гравия и фрагментов горных пород. Глубинах между 300 и 800 м покрыты отложения гемипелагические (то есть, полу-океанического происхождения); эти отложения состоят из голубой грязи, богатой органическим веществом. Пелагические отложения красной грязи доминируют в более глубоких районах.
В море нет больших островов. Большинство из более мелких находятся вблизи восточного побережья, кроме Уллындо (Южная Корея). Наиболее значительные острова: Монерон, Ребун, Рисири, Окусири, Осима, Садо, Окиносима, Аскольд, Русский, Путятин. Береговые линии относительно прямые и лишены больших заливов или мысов, прибрежные формы просты вблизи Сахалина и более извилисты на Японских островах.

## Климат

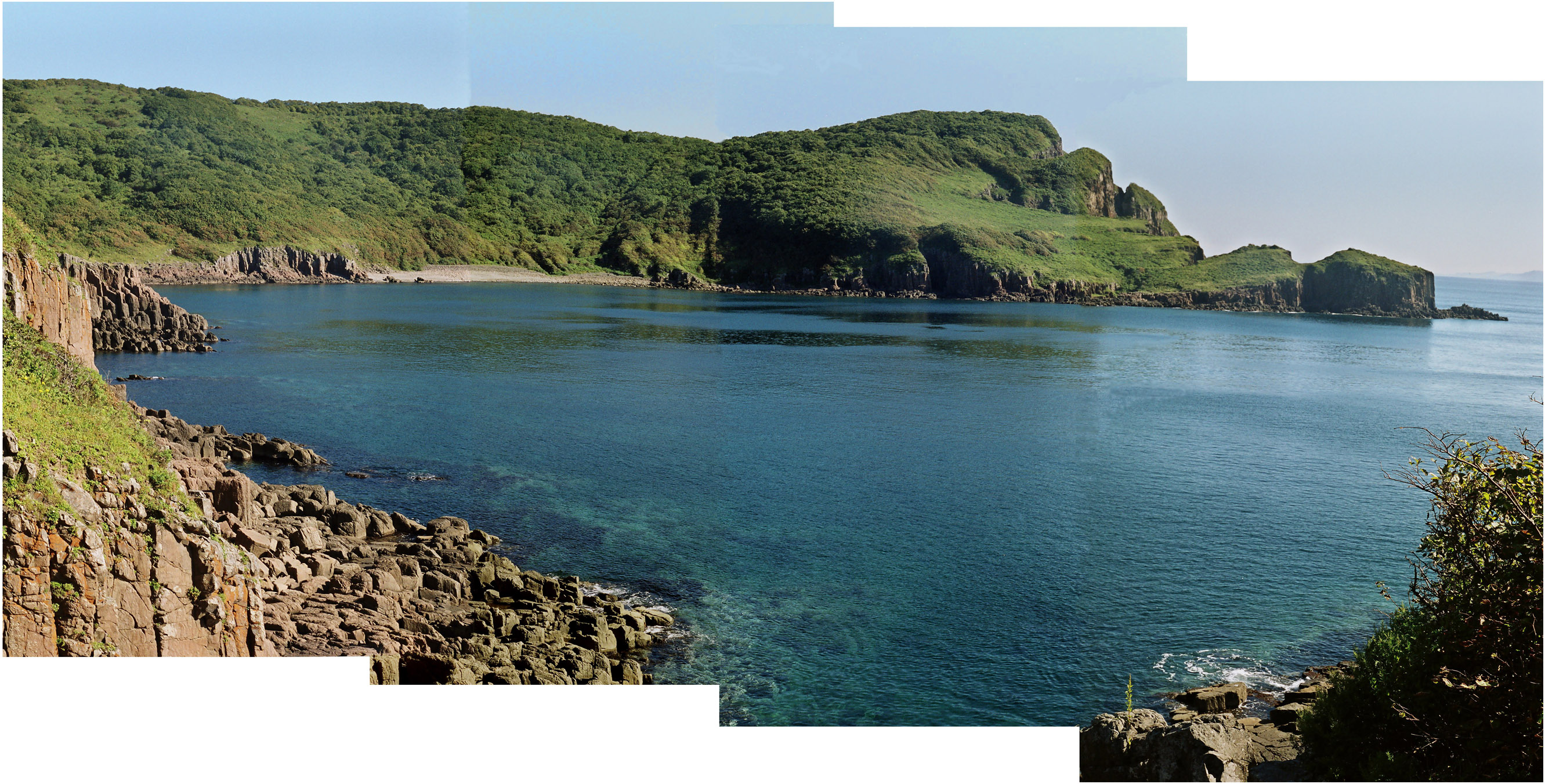
Японское море, остров Антипенко

Климат Японского моря умеренный, муссонный. Северная и западная части моря значительно холоднее южной и восточной. В самые холодные месяцы (январь-февраль) средняя температура воздуха в северной части моря около −20 °C, а на юге около +5 °C. Летний муссон приносит с собой тёплый и влажный воздух. Средняя температура воздуха самого тёплого месяца (августа) в северной части примерно +15 °C, в южных районах около +25 °C. Осенью увеличивается количество тайфунов, вызываемых ураганными ветрами. Наиболее крупные волны имеют высоту 8—10 м, а при тайфунах максимальные волны достигают высоты 13 м.

## Течения
Поверхностные течения образуют круговорот, который складывается из тёплого Цусимского течения на востоке и холодного Приморского на западе. Зимой температура поверхностных вод от −1…0 °C на севере и северо-западе повышается до +10—+14 °C на юге и юго-востоке. Весенний прогрев влечёт за собой довольно быстрое повышение температуры воды по всему морю. Летом температура воды на поверхности повышается от 18—20 °C на севере и до 25—27 °C на юге моря. Вертикальное распределение температуры неодинаково в разные сезоны в разных районах моря. Летом в северных районах моря температура 18—10 °C держится в слое 10—15 м, затем она резко снижается до +4 °C на горизонте 50 м и, начиная с глубин 250 м, температура остаётся постоянной около +1 °C. В центральной и южной частях моря температура воды довольно плавно понижается с глубиной и на горизонте 200 м достигает значений +6 °C, начиная с глубин 250 м температура держится около 0 °C.

## Солёность
Солёность воды Японского моря 33,7—34,3 ‰, что несколько ниже солёности вод Мирового океана. Возможно, это связано с мелководностью проливов и влиянием летних муссонов, которые обеспечивают большой приток пресной воды, несмотря на скромный по площади водосборный бассейн всех побережий Японского моря.

## Приливы
Приливы в Японском море выражены отчётливо, в большей или меньшей степени в различных районах. Наибольшие колебания уровня отмечаются в крайних северных и крайних южных районах. Сезонные колебания уровня моря происходят одновременно по всей поверхности моря, максимальный подъём уровня наблюдается летом.

## Ледовый покров

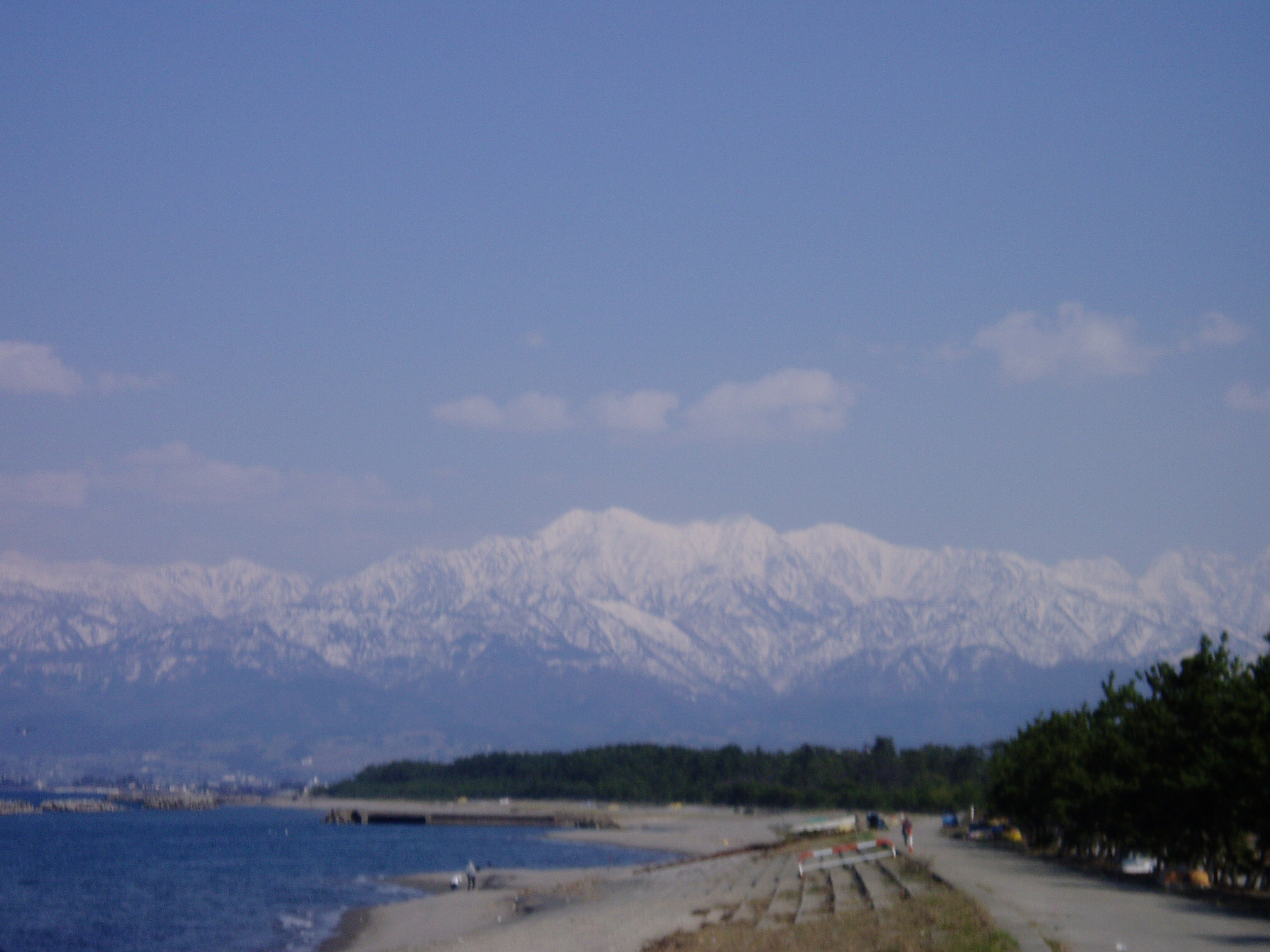
Залив Тояма на о. Хонсю — один из крупнейших заливов Японии

По ледовым условиям Японское море можно разделить на три района: Татарский пролив, район вдоль побережья Приморья от мыса Поворотного до мыса Белкина и залив Петра Великого. В зимний период лёд постоянно наблюдается только в Татарском проливе и заливе Петра Великого, на остальной акватории, за исключением закрытых бухт и заливов в северо-западной части моря, он формируется не всегда. Самым холодным районом является Татарский пролив, где в зимний сезон формируется и локализуется более 90 % всего льда, наблюдаемого в море. По многолетним данным продолжительность периода со льдом в заливе Петра Великого составляет 120 дней, а в Татарском проливе — от 40—80 дней в южной части пролива, до 140—170 дней в его северной части.
Первое появление льда происходит в вершинах бухт и заливов, закрытых от ветра, волнения и имеющих опреснённый поверхностный слой. В умеренные зимы в заливе Петра Великого первый лёд образуется во второй декаде ноября, а в Татарском проливе, в вершинах заливов Советская Гавань, Чихачёва и проливе Невельского первичные формы льда наблюдаются уже в начале ноября. Раннее льдообразование в заливе Петра Великого (Амурский залив) наступает в начале ноября, в Татарском проливе — во второй половине октября. По́зднее — в конце ноября. В начале декабря развитие ледяного покрова вдоль побережья острова Сахалин происходит быстрее, чем вблизи материкового берега. Соответственно в восточной части Татарского пролива в это время льда больше чем в западной. К концу декабря количество льда в восточной и западной частях выравнивается, и после достижения параллели мыса Сюркум направление кромки меняется: смещение её вдоль сахалинского берега замедляется, а вдоль материкового — активизируется.
В Японском море ледяной покров достигает максимального развития в середине февраля. В среднем льдом покрывается 52 % площади Татарского пролива и 56 % — залива Петра Великого.
Таяние льда начинается в первой половине марта. В середине марта от льда очищаются открытые акватории залива Петра Великого и все приморское побережье до мыса Золотой. Граница ледяного покрова в Татарском проливе отступает на северо-запад, а в восточной части пролива в это время происходит очищение от льда. Раннее очищение моря от льда наступает во второй декаде апреля, по́зднее — в конце мая — начале июня.

Северо-западный берег Японского моря, в Дальнегорском городском округе

## Флора и фауна
Подводный мир северных и южных районов Японского моря сильно отличается. В холодных северных и северо-западных районах сформировалась флора и фауна умеренных широт, а в южной части моря, к югу от Владивостока, преобладает тепловодный фаунистический комплекс. У берегов Дальнего Востока происходит смешение тепловодной и умеренной фауны. Здесь можно встретить осьминогов и кальмаров — типичных представителей тёплых морей. В то же время вертикальные стены, поросшие актиниями, сады из бурых водорослей — ламинарий, — все это напоминает пейзажи Белого и Баренцева моря. В Японском море огромное изобилие морских звёзд и морских ежей, различной окраски и разных размеров, встречаются офиуры, креветки, небольшие крабы (камчатские крабы здесь встречаются только в мае, а затем они уходят дальше в море). На скалах и камнях живут ярко-красные асцидии. Из моллюсков наиболее распространены гребешки. Из рыб часто встречаются морские собачки, морские ерши, минтай, камбала, сима, кета. Распространены Дальневосточный трепанг и Шипастый шримс-медвежонок

## Морской транспорт
Главные порты: Владивосток, Находка, Восточный, Советская Гавань, Ванино, Александровск-Сахалинский, Холмск, Ниигата, Цуруга, Майдзуру, Вонсан, Хыннам, Чхонджин, Пусан.

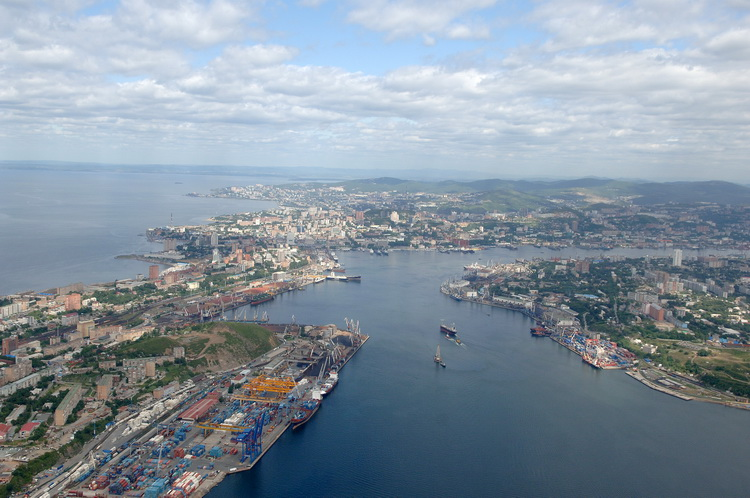
Владивосток, бухта Золотой Рог

## Рыболовство и марикультура
Рыболовство; добыча крабов, трепангов, водорослей, морского ежа; выращивание гребешка.

## Рекреация и туризм
Начиная с 1990-х годов побережье Японского моря у берегов Приморья начинает активно осваиваться местными и приезжими туристами. Толчком послужили такие факторы, как отмена или упрощение посещения погранзоны, удорожание пассажирских перевозок по стране, сделавшее слишком дорогим отдых дальневосточников на черноморском побережье, а также сильно возросшее количество личного автотранспорта, сделавшее доступным побережье Приморья для жителей Хабаровска и Приамурского региона.

## Международно-правовой статус
Согласно статье 122 Конвенции ООН по морскому праву Японское море является полузамкнутым морем. Статья 123 Конвенции предусматривает обязанность государств сотрудничать и координировать свою деятельность по управлению морскими ресурсами, однако ввиду конфликтной ситуации между КНДР, Республикой Корея и Японией в настоящее время координация не осуществляется. Неопределённый статус отношений между Японией и Россией ограничивает их взаимодействие распределением рыболовных квот в отдельных северных районах Японского моря вблизи Сахалина.